# Burgtheater
Burgtheater je gledališče na Dunaju, ki ga je leta 1748 ustanovila cesarica Marija Terezija. Burgtheater je tako drugo najstarejše gledališče v Evropi.

## Zgodovina
Stara stavba Burgtheatra se je nahajala na Michaelovem trgu in je bila neposredno povezana s cesarsko palačo. 
Leta 1888 se je gledališče preselilo na današnjo lokacijo. Tako se danes stavba Burgtheatra nahaja na Dr. Karl Lueger Ringu. 
Med drugo svetovno vojno je bil Burgtheater med bombardiranjem Dunaja povsem uničen, skoraj po čudežu pa je ostala nepoškodovana večina stenskih poslikav, ki so delo avstrijskega slikarja Gustava Klimta. Gledališče je bilo po vojni obnovljeno, ponovno pa so ga odprli 14. oktobra 1955. 